# Al-Fat·h ibn Khàqan
Al-Fat·h ibn Khàqan (vers 815/816-861) fou un príncep de la dinastia local de Fergana, fill de Khàqan ibn Urtuj, cap de les forces turques centroasiàtiques que formaven la guàrdia del califa Al-Mútassim.
El califa Al-Mútassim el va adoptar quan tenia uns set anys i el va criar juntament amb el seu fill Al-Mutawàkkil. Aquest, quan va pujar al tron, el va nomenar kàtib (secretari) vers 846/847. En una data entre el 849 i el 851 fou superintendent a Samarra i el 856-857 governador d'Egipte, on va substituir el príncep Al-Múntassir. El 858/859 el califa l'anomenà el seu lloctinent a Damasc. Va morir a la nova capital, al-Mutawakkiliyya (també coneguda com al-Jafariyya) defensant el califa amb el seu propi cos contra els sicaris d'Al-Múntassir, la nit de l'11 de desembre del 861.